# Первоцвет шотландский
Первоцвет шотландский или примула шотландская (лат. Primula scotica) — вид растений рода первоцвет семейства первоцветные (Primulaceae).

## Распространение
Первоцвет шотландский является эндемиком северной Шотландии. Произрастает в прибрежных пустошах и лугах. Большинство участков, где встречается этот вид, находятся на расстоянии нескольких сотен метров от моря и обычно представляют собой мозаику из вересковых пустошей, лугов и скалистых обнажений.

## Ботаническое описание
Представляет собой невысокое двулетнее травянистое растение с мучнистыми стеблями и листьями. Листья наиболее широкие посередине, не зубчатые, образуют невысокую розетку. Цветки пурпурного цвета с желтой серединкой, чашелистики округлые и довольно тупые. Растение достигает всего несколько сантиметров в высоту, даже когда оно уже полностью цветет. Цветки маленькие, около 8 миллиметров в диаметре, с пятью пурпурными лепестками в форме сердца и с ярко-желтым глазком в центре.

## В культуре
Первоцвет шотландский — цветок-символ региона Кейтнесс. Он также был символом Шотландского фонда охраны дикой природы.

## Таксономия

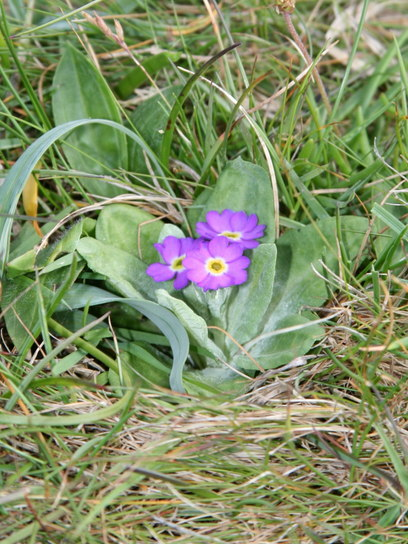
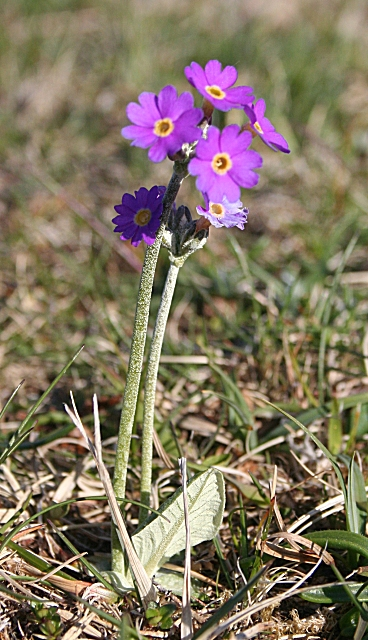

Primula scotica Hook., Flora Londinensis ed. 2, 4: t. 133. 1821.
Синоним
Aleuritia scotica (Hook.) Soják, 1980